# Nati nel 1907/Maggio
| Questa pagina contiene informazioni ricavate automaticamente dalle voci biografiche con l'ausilio del template Bio e di un bot. L'aggiornamento è periodico e automatico e ricostruisce completamente la pagina. Se manca una persona in questa lista, sei pregato di non aggiungerla, ma accertati piuttosto che la sua voce biografica contenga il template Bio e che i dati anagrafici siano correttamente compilati. Se il template Bio manca, inseriscilo tu stesso o, in alternativa, metti l'avviso {{tmp\|Bio}} che ne segnala la mancanza. Se i dati riportati sono sbagliati, correggi direttamente la voce biografica; le modifiche saranno visibili in questa lista entro pochi giorni. Per chiarimenti vedi il progetto biografie. La lista contiene solo le 135 persone che sono citate nell'enciclopedia e per le quali è stato implementato correttamente il template Bio. Pagina aggiornata al 2 giu 2025. |

- 1º maggio - Marcel Bezençon, giornalista svizzero († 1981)
- 1º maggio - Alferio Cubi, allenatore di calcio e calciatore italiano († 1993)
- 1º maggio - Federico Pedrocchi, fumettista italiano († 1945)
- 1º maggio - Kate Smith, cantante e contralto statunitense († 1986)
- 2 maggio - Abrantes Mendes, calciatore portoghese († 1988)
- 2 maggio - Joseph Phạm Văn Thiên, vescovo cattolico vietnamita († 1997)
- 3 maggio - Atene Caleffa, calciatore italiano
- 3 maggio - Edgar Lustgarten, conduttore televisivo e scrittore inglese († 1978)
- 3 maggio - Antonín Novák, calciatore cecoslovacco († 1982)
- 3 maggio - Victor Pace, pallanuotista maltese († 2000)
- 3 maggio - Giuseppe Pettazzi, ingegnere italiano († 2001)
- 3 maggio - Earl Wilson, giornalista e scrittore statunitense († 1987)
- 4 maggio - Mario Andreis, politico e antifascista italiano († 1985)
- 4 maggio - Armando Bertagni, calciatore italiano († 1957)
- 4 maggio - Elsa Cavelti, cantante lirica svizzera († 2001)
- 4 maggio - Antonio Follese, politico italiano († 1976)
- 4 maggio - Mary Hallaren, militare statunitense († 2005)
- 4 maggio - Lincoln Kirstein, scrittore, produttore teatrale e filantropo statunitense († 1996)
- 4 maggio - Maxence Van Der Meersch, scrittore francese († 1951)
- 5 maggio - Pat Frank, scrittore statunitense († 1964)
- 5 maggio - Iryna Vil'de, scrittrice ucraina († 1982)
- 5 maggio - Camillo Silingardi, calciatore italiano († 1929)
- 6 maggio - Mario Bandini, economista italiano († 1972)
- 6 maggio - Walter Bullock, paroliere e sceneggiatore statunitense († 1953)
- 6 maggio - Choe Hyon, generale e politico nordcoreano († 1982)
- 6 maggio - Weeb Ewbank, allenatore di football americano statunitense († 1998)
- 6 maggio - Yasushi Inoue, scrittore giapponese († 1991)
- 8 maggio - Henry Kremer, imprenditore britannico († 1992)
- 8 maggio - Libero Marchina, calciatore italiano († 1986)
- 8 maggio - Sigvald Bernhard Refsum, neurologo norvegese († 1991)
- 9 maggio - Pino Donati, compositore italiano († 1975)
- 9 maggio - Hans Wilhelm Hagen, giornalista e storico dell'arte tedesco († 1969)
- 9 maggio - Fred Warngård, martellista svedese († 1950)
- 10 maggio - Alfonso di Borbone-Spagna, principe spagnolo († 1938)
- 10 maggio - Daan van Dijk, pistard olandese († 1986)
- 10 maggio - Erwin Helmchen, calciatore tedesco († 1981)
- 10 maggio - Kalle Jalkanen, fondista finlandese († 1941)
- 10 maggio - Brooks McCloskey, attore statunitense († 1988)
- 10 maggio - Angelo Montiglio, calciatore italiano
- 11 maggio - Pasquale Soccio, scrittore italiano († 2001)
- 12 maggio - Leslie Charteris, scrittore britannico († 1993)
- 12 maggio - Ivano Guerrini, calciatore italiano
- 12 maggio - Katharine Hepburn, attrice statunitense († 2003)
- 12 maggio - Benediktas Rutkūnas, scrittore lituano († 1975)
- 12 maggio - Sirio Vernati, calciatore svizzero († 1993)
- 13 maggio - Mario Granbassi, militare e giornalista italiano († 1939)
- 13 maggio - Hans Kroh, generale tedesco († 1967)
- 13 maggio - Daphne du Maurier, scrittrice, drammaturga e poetessa inglese († 1989)
- 13 maggio - Peppino Russo, poeta, paroliere e compositore italiano († 1993)
- 13 maggio - Marcia Snyder, fumettista statunitense († 1976)
- 14 maggio - Vicente Enrique y Tarancón, cardinale e arcivescovo cattolico spagnolo († 1994)
- 14 maggio - Antonio Ganduglia, calciatore argentino
- 14 maggio - Hans von der Groeben, funzionario, politico e giornalista tedesco († 2005)
- 14 maggio - Ayyub Khan, generale e politico pakistano († 1974)
- 14 maggio - Hugo Mantel, calciatore tedesco († 1942)
- 14 maggio - Johnny Moss, giocatore di poker statunitense († 1995)
- 15 maggio - Ruth Werner, agente segreta russa († 2000)
- 15 maggio - Chapman Mortimer, scrittore scozzese († 1988)
- 15 maggio - Vittorio Nino Novarese, costumista, scenografo e sceneggiatore italiano († 1983)
- 15 maggio - Walter Segal, architetto svizzero († 1985)
- 15 maggio - Raimondo Viale, presbitero italiano († 1984)
- 16 maggio - Paolo Braccini, partigiano e antifascista italiano († 1944)
- 16 maggio - Frank Fisher, hockeista su ghiaccio canadese († 1983)
- 16 maggio - Lauri Koskela, lottatore finlandese († 1944)
- 16 maggio - Antonín Puč, calciatore cecoslovacco († 1988)
- 16 maggio - Bob Tisdall, ostacolista e multiplista irlandese († 2004)
- 17 maggio - Jenő Dsida, poeta e traduttore ungherese († 1938)
- 17 maggio - Ilona Elek, schermitrice ungherese († 1988)
- 17 maggio - Álvaro Gestido, calciatore uruguaiano († 1957)
- 17 maggio - Erik Jansson, ciclista su strada svedese († 1993)
- 17 maggio - Lajos Korányi, calciatore ungherese († 1981)
- 17 maggio - Josep Obiols, calciatore spagnolo († 1998)
- 17 maggio - Gad Tedeschi, giurista italiano († 1992)
- 18 maggio - Vicente Arnoni, calciatore brasiliano
- 18 maggio - Giuseppe Pasino, calciatore italiano
- 18 maggio - Lincoln Stedman, attore statunitense († 1948)
- 19 maggio - Cesare Augusto Fasanelli, allenatore di calcio e calciatore italiano († 1992)
- 19 maggio - Giuseppe Morandini, geografo italiano († 1969)
- 20 maggio - Ellis Arnall, politico statunitense († 1992)
- 20 maggio - Rod Cless, clarinettista e sassofonista statunitense († 1944)
- 20 maggio - Hadj M'hamed El Anka, cantante algerino († 1978)
- 20 maggio - Angelo Gritti, scultore italiano († 1975)
- 20 maggio - Franz Jägerstätter, austriaco († 1943)
- 20 maggio - Carl Mydans, fotografo statunitense († 2004)
- 20 maggio - Jean Orieux, scrittore francese († 1990)
- 20 maggio - Tommaso Parini, militare e aviatore italiano († 1938)
- 20 maggio - Leone Sanavia, liutaio italiano († 2004)
- 20 maggio - Matteo Tonengo, politico e partigiano italiano († 1955)
- 21 maggio - Rudolf Dolejší, calciatore cecoslovacco († 1977)
- 21 maggio - Jolán Jászai, attrice ungherese († 2008)
- 21 maggio - Karl Graf von Spreti, diplomatico, architetto e politico tedesco († 1970)
- 22 maggio - Alberto Albani Barbieri, sceneggiatore, giornalista e critico cinematografico italiano († 1984)
- 22 maggio - Luís Gervasoni, calciatore brasiliano († 1963)
- 22 maggio - Hergé, fumettista belga († 1983)
- 22 maggio - Arnie Oliver, calciatore statunitense († 1993)
- 22 maggio - Laurence Olivier, attore, regista teatrale e produttore teatrale britannico († 1989)
- 23 maggio - Adrienne Dore, attrice statunitense († 1992)
- 23 maggio - Boris Kordemskij, matematico e educatore russo († 1999)
- 23 maggio - Ernesto Teodoro Moneta Caglio, presbitero e musicologo italiano († 1995)
- 23 maggio - Mario Serandrei, montatore e sceneggiatore italiano († 1966)
- 24 maggio - Willis Bouchey, attore statunitense († 1977)
- 24 maggio - Quinto Ferrari, cantautore italiano († 1995)
- 25 maggio - Osvaldo Peruzzi, pittore italiano († 2004)
- 25 maggio - Ernesto Quarti Marchiò, pittore e grafico italiano († 1982)
- 25 maggio - U Nu, politico birmano († 1995)
- 26 maggio - Roberto Ago, giurista e magistrato italiano († 1995)
- 26 maggio - Myrtle Anderson, attrice statunitense († 1978)
- 26 maggio - Mario Argenton, militare e partigiano italiano († 1992)
- 26 maggio - Enzo Barile, compositore italiano († 1975)
- 26 maggio - Valerio Gravisi, allenatore di calcio e calciatore italiano († 1971)
- 26 maggio - Andrea Lorenzetti, politico e partigiano italiano († 1945)
- 26 maggio - Giuseppe Mazzoli, scultore italiano († 1970)
- 26 maggio - Elmer Ryan, politico statunitense († 1958)
- 26 maggio - John Wayne, attore, produttore cinematografico e regista statunitense († 1979)
- 26 maggio - Carleton G. Young, attore statunitense († 1971)
- 27 maggio - Andrea Capitanio, allenatore di calcio e calciatore italiano († 1966)
- 27 maggio - Rachel Carson, biologa e zoologa statunitense († 1964)
- 27 maggio - Giorgio Delvai, calciatore italiano
- 27 maggio - Mario Ghisleni, militare e carabiniere italiano († 1936)
- 27 maggio - Antoni Łyko, calciatore polacco († 1941)
- 27 maggio - Lina Pagliughi, soprano statunitense († 1980)
- 27 maggio - Sebastian Ploner, pallanuotista austriaco († 1981)
- 27 maggio - Arturo Rodríguez, pugile e rugbista a 15 argentino († 1982)
- 27 maggio - Herbert Seifert, matematico tedesco († 1996)
- 27 maggio - Giuseppe Maria Sensi, cardinale e arcivescovo cattolico italiano († 2001)
- 28 maggio - Jan Heřmánek, pugile cecoslovacco († 1978)
- 28 maggio - Vincenzo Lapiccirella, politico e partigiano italiano († 1966)
- 29 maggio - Denis Blundell, avvocato, diplomatico e politico neozelandese († 1984)
- 29 maggio - Harry Cooke, schermidore britannico († 1986)
- 29 maggio - Angelo Drigo, fisico italiano († 1978)
- 30 maggio - Germaine Tillion, etnologa francese († 2008)
- 30 maggio - Robert Vernay, regista e sceneggiatore francese († 1979)
- 31 maggio - Francesco De Martino, giurista e politico italiano († 2002)
- 31 maggio - Peter Fleming, scrittore, giornalista e militare britannico († 1971)
- 31 maggio - Hermann Arthur Jahn, fisico inglese († 1979)